# Dienstgrade der russischen Streitkräfte
Dieser Artikel zeigt die Dienstgrade der russischen Streitkräfte. In der Tabelle wird für jede Waffengattung jeweils der Dienstgrad mit Übersetzung, Schulterklappe und dem entsprechenden NATO-Rangcode angegeben. (Seit 2010 nicht mehr aktuell)

## Landstreitkräfte

### Offiziere
| Offiziere der Landstreitkräfte | Offiziere der Landstreitkräfte      | Offiziere der Landstreitkräfte | Offiziere der Landstreitkräfte | Offiziere der Landstreitkräfte | Offiziere der Landstreitkräfte | Offiziere der Landstreitkräfte | Offiziere der Landstreitkräfte | Offiziere der Landstreitkräfte | Offiziere der Landstreitkräfte | Offiziere der Landstreitkräfte | Offiziere der Landstreitkräfte | Offiziere der Landstreitkräfte | Offiziere der Landstreitkräfte |
| Dienstgradgruppe               | Generale                            | Generale                       | Generale                       | Generale                       | Generale                       | Offiziere                      | Offiziere                      | Offiziere                      | Offiziere                      | Offiziere                      | Offiziere                      | Offiziere                      | Offiziere                      |
| ------------------------------ | ----------------------------------- | ------------------------------ | ------------------------------ | ------------------------------ | ------------------------------ | ------------------------------ | ------------------------------ | ------------------------------ | ------------------------------ | ------------------------------ | ------------------------------ | ------------------------------ | ------------------------------ |
| Schulterstück Paradejacke      |                                     |                                |                                |                                |                                |                                |                                |                                |                                |                                |                                |                                |                                |
| Dienstanzug                    |                                     |                                |                                |                                |                                |                                |                                |                                |                                |                                |                                |                                |                                |
| Feldanzug                      |                                     |                                |                                |                                |                                |                                |                                |                                |                                |                                |                                |                                |                                |
| Dienstgrad                     | Ма́ршал Росси́йской Федера́ции         | генера́л а́рмии                  | генера́л-полко́вник              | генера́л-лейтена́нт              | генера́л-майо́р                  | полко́вник                      | подполко́вник                   | майо́р                          | капита́н                        | ста́рший лейтена́нт              | лейтена́нт                      | мла́дший лейтена́нт              | курсант                        |
| Dienstgrad (deutsch)           | Marschall der Russischen Föderation | Armeegeneral                   | Generaloberst                  | Generalleutnant                | Generalmajor                   | Oberst                         | Oberstleutnant                 | Major                          | Hauptmann                      | Oberleutnant                   | Leutnant                       | Unterleutnant                  | Kursant                        |
| NATO-Rangcode                  | OF-10                               | OF-9                           | OF-8                           | OF-7                           | OF-6                           | OF-5                           | OF-4                           | OF-3                           | OF-2                           | OF-1                           | OF-1                           | OF-1                           | OF-D                           |

### Fähnriche und Mannschaftsdienstgrade
| Schulterklappe Dienstanzug Paradejacke |                   |           |                |                 |           |                 |           |         |
| Schulterklappe Feldanzug               |                   |           |                |                 |           |                 |           |         |
| Dienstgrad                             | ста́рший пра́порщик | пра́порщик | старшина́       | ста́рший сержа́нт | сержа́нт   | мла́дший сержа́нт | ефре́йтор  | рядово́й |
| Dienstgrad (deutsch)                   | Oberfähnrich      | Fähnrich  | Stabsfeldwebel | Oberfeldwebel   | Feldwebel | Unteroffizier   | Gefreiter | Soldat  |
| NATO-Rangcode                          | OR-9              | OR-9      | OR-8           | OR-6            | OR-5      | OR-4            | OR-2      | OR-1    |

## Luftstreitkräfte

### Offiziere
| Offiziere der Luftstreitkräfte | Offiziere der Luftstreitkräfte | Offiziere der Luftstreitkräfte | Offiziere der Luftstreitkräfte | Offiziere der Luftstreitkräfte | Offiziere der Luftstreitkräfte | Offiziere der Luftstreitkräfte | Offiziere der Luftstreitkräfte | Offiziere der Luftstreitkräfte | Offiziere der Luftstreitkräfte | Offiziere der Luftstreitkräfte | Offiziere der Luftstreitkräfte | Offiziere der Luftstreitkräfte | Offiziere der Luftstreitkräfte |
| Dienstgradgruppe               | Generale                       | Generale                       | Generale                       | Generale                       | Generale                       | Offiziere                      | Offiziere                      | Offiziere                      | Offiziere                      | Offiziere                      | Offiziere                      | Offiziere                      | Offiziere                      |
| ------------------------------ | ------------------------------ | ------------------------------ | ------------------------------ | ------------------------------ | ------------------------------ | ------------------------------ | ------------------------------ | ------------------------------ | ------------------------------ | ------------------------------ | ------------------------------ | ------------------------------ | ------------------------------ |
| Schulterstück Paradejacke      |                                |                                |                                |                                |                                |                                |                                |                                |                                |                                |                                |                                |                                |
| Schulterstück Dienstanzug      |                                |                                |                                |                                |                                |                                |                                |                                |                                |                                |                                |                                |                                |
| Dienstgrad                     | генера́л а́рмии                  | генера́л-полко́вник              | генера́л-лейтена́нт              | генера́л-майо́р                  | полко́вник                      | подполко́вник                   | майо́р                          | капита́н                        | ста́рший лейтена́нт              | лейтена́нт                      | мла́дший лейтена́нт              | курса́нт                        |                                |
| Dienstgrad (deutsch)           | Armeegeneral                   | Generaloberst                  | Generalleutnant                | Generalmajor                   | Oberst                         | Oberstleutnant                 | Major                          | Hauptmann                      | Oberleutnant                   | Leutnant                       | Unterleutnant                  | Kursant                        |                                |
| NATO-Rangcode                  | OF-9                           | OF-8                           | OF-7                           | OF-6                           | OF-5                           | OF-4                           | OF-3                           | OF-2                           | OF-1                           | OF-1                           | OF-1                           | OF-D                           |                                |

### Fähnrich-, Unteroffiziers- und Mannschaftsdienstgrade
| Schulterklappe Dienstanzug |                           |                 |                |                 |           |                 |           |         |
| Dienstgrad                 | ста́рший пра́порщик         | пра́порщик       | старшина́       | ста́рший сержа́нт | сержа́нт   | мла́дший сержа́нт | ефре́йтор  | рядово́й |
| Dienstgrad (deutsch)       | Starschij praporschtschik | Praporschtschik | Stabsfeldwebel | Oberfeldwebel   | Feldwebel | Unteroffizier   | Gefreiter | Soldat  |
| NATO-Rangcode              | OR-9                      | OR-9            | OR-8           | OR-6            | OR-5      | OR-4            | OR-2      | OR-1    |

## Seekriegsflotte

### Offiziere
| Schulterstück Paradejacke |                |         |              |               |                    |                    |                    |                   |                   |           |                   |
| Armabzeichen              |                |         |              |               |                    |                    |                    |                   |                   |           |                   |
| Schulterstück Dienstanzug |                |         |              |               |                    |                    |                    |                   |                   |           |                   |
| Dienstgrad                | Адмирал флота  | Адмирал | Вице-адмирал | Контр-адмирал | Капитан 1-го ранга | Капитан 2-го ранга | Капитан 3-го ранга | Капитан-лейтенант | Старший лейтенант | Лейтенант | Младший лейтенант |
| Dienstgrad (deutsch)      | Flottenadmiral | Admiral | Vizeadmiral  | Konteradmiral | Kapitän 1. Ranges  | Kapitän 2. Ranges  | Kapitän 3. Ranges  | Kapitänleutnant   | Oberleutnant      | Leutnant  | Unterleutnant     |
| NATO-Rangcode             | OF-9           | OF-8    | OF-7         | OF-6          | OF-5               | OF-4               | OF-3               | OF-2              | OF-1              | OF-1      | OF-1              |

### Fähnriche und Mannschaftsdienstgrade
| Schulterklappe Dienstanzug |                |           |                              |                  |                   |                   |                |         |
| Dienstgrad                 | Старший мичман | Мичман    | Главный корабельный старшина | Главный старшина | Старшина 1 статьи | Старшина 2 статьи | Старший матрос | Матрос  |
| Dienstgrad (deutsch)       | Obermitschman  | Mitschman | Hauptbootsmann               | Oberbootsmann    | Bootsmann         | Maat              | Obermatrose    | Matrose |
| NATO-Rangcode              | OR-9           | OR-9      | OR-8                         | OR-6             | OR-5              | OR-4              | OR-2           | OR-1    |